# René Dumont
René Dumont (Cambrai, 13 de marzo de 1904 - 18 de junio de 2001) fue un ingeniero agrónomo, sociólogo y ecologista francés

## Biografía
Su padre era profesor en ingeniería agrónoma y su abuelo era agricultor. Se graduó en el INA PG, como ingeniero agrónomo. Enviado a Vietnam (1929) al final de sus estudios, estaba disgustado por el colonialismo y regresó a París para pasar la mayor parte de su carrera como profesor de ciencias agrícolas (1933-1974). 
René Dumont comenzó su carrera como promotor de la utilización de fertilizantes químicos y la mecanización. Escribió artículos en "La Terre Française" (petainista revista semanal), favoreciendo el corporativismo agrario. Sin embargo, fue uno de los primeros en denunciar los daños causados por la Revolución Verde ("Révolution Verte") y para combatir el productivismo agrícola. Él era un experto de las Naciones Unidas y la FAO, y escribió unos 30 libros.
Hablaba sobre:
- Control demográfico
- Ahorro energético
- Cooperación internacional para ayudar a los países pobres
- Preservación de la calidad del suelo

A su juicio, el desarrollo no es tanto una cuestión de dinero, fertilizantes o semillas, sino el resultado cuidadosamente equilibrada de los tres. Abogó por las relaciones entre los seres humanos y una agricultura sostenible y equilibrado desarrollo industrial.
Por último, creía que la base de las buenas relaciones sociales entre los seres humanos era la existencia de una buena relación entre hombres y mujeres.
Adelantado a su tiempo, el más famoso agrónomo francés, conocido por su bufandas rojas, sorprendió a los franceses al mostrar en la televisión una manzana y un vaso de agua, diciéndoles lo precioso que estos recursos eran, y predecir el precio futuro del aceite.
Dumont fue uno de los primeros en explicar las consecuencias de lo que iba a ser la llamada globalización, la explosión demográfica, el productivismo, la contaminación, las villas miseria, la desnutrición, la brecha entre los países del norte y del sur. También fue uno de los primeros en utilizar la palabra ("duradera développement" desarrollo sostenible).
Se postuló para presidente en 1974 como el primer candidato ecologista, y ganó un 1,32% de los votos. Su director de campaña fue Brice Lalonde. Esa elección se abrió el camino a la ecología política. La ecología política francesa fue fundada por Dumont y se centra en países subdesarrollados, contra la guerra, contra el capitalismo y por la solidaridad.
Dumont es considerado como el antepasado del Partido Verde francés. En un comunicado, el Partido Verde de Francia llamó Dumont "el hombre que hizo posible traer las políticas ambientales de una manera directa y natural en el mundo político".
Escribió un libro que fue éxito de ventas, L'Afrique noire est mal partie (1962).
Dumont fue un miembro fundador de ATTAC.

## Escritos
""Cuba, Socialism and Development" Grove Press, 1970
- Cuba, ¿es socialista? Editorial Tiempo Nuevo S.A., Venezuela, 1970.
- Voyages en France d'un agronome, Nouv. éd. rev. et augm., París: Génin, 1956
- Révolution dans les campagnes chinoises, París: Éd. du Seuil, 1957
- Terres vivantes, París: Plon, 1961, engl. Lands Alive, Merlin Press, 1964
- L’Afrique noire est mal partie, 1962,  engl. False start in Africa, New York, Praeger 1966
- Nous allons à la famine, engl. The hungry future, New York, NY [etc.] : Praeger, 1969
- Types of Rural Economy: Studies in World Agriculture, London: Methuen, 1970
- Notes sur les implications sociales de la "révolution verte" dans quelques pays d'Afrique, Genève, 1971
- La campagne de René Dumont et du mouvement écologique : naissance de l'écologie politique; déclarations, interviews, tracts, manifestes, articles, rapports, sondages, récits et nombreux autres textes, París: Pauvert, 1974
- l'Utopie ou la Mort, 1973, engl. Utopía or Else ..., Universe Pub, 1975
- Agronome de la faim, París: Laffont, 1974
- Chine, la révolution culturale, París: Seuil, 1976
- L'Afrique étranglée, 1980, Nouv. éd., rev., corr. et mis à jour: París: Éd. du Seuil, 1982, engl. Stranglehold on Africa, London : Deutsch, 1983
- (with Nicholas Cohen), The growth of hunger: a new politics of agriculture,  London [etc.]:Boyars, 1980 - This book is based on René Dumont’s ideas as contained in the 1975 publ. La croissance de la famine.
- Finis Les Lendemains Qui Chantent
  - T.1 : Albanie, Pologne, Nicaragua, París: Seuil, 1983
  - T.2 : Surpeuplée, Totalitaire, La Cnine Decollectivise, París: Seuil, 1984
  - T.3 : Bangladesh-Nepal, "L'Aide" Contre Le developpement, París: Seuil, 1985
- Pour l'Afrique, j'accuse: le journal d'un agronome au Sahel en voie de destruction, París: Plon, 1986
- Un monde intolérable: le libéralisme en question, Paris : Éd. du Seuil, 1988
- Démocratie pour l'Afrique : la longue marche de l'Afrique noire vers la liberté, París: Éd. du Seuil, 1991
- La culture du riz dans le delta du Tonkin, París: Maison des Sciences de l'Homme, 1995